# Потоки (Словаччина)
Потоки (словац. Potoky) — село в Словаччині, Стропковському окрузі Пряшівського краю. Розташоване в північно-східній частині Словаччини.
Уперше згадується у 1551 році.

## Пам'ятки
У селі є дерев'яна греко-католицька церква святої Параскеви, великомучениці з 1773 року з вівтарем у стилі бароко, разом з дерев'яною дзвіницею та кам'яною огорожею становлять з 1963 року національну культурну пам'ятку.

## Населення
| Рік:            | 1993 | 2003    | 2013 | 2023    |
| --------------- | ---- | ------- | ---- | ------- |
| Кількість осіб: | 97   | 91      | 91   | 83      |
| Різниця:        |      | -6,18 % | +0 % | -8,79 % |

| Рік:            | 2022 | 2023    |
| --------------- | ---- | ------- |
| Кількість осіб: | 85   | 83      |
| Різниця:        |      | -2,35 % |

В селі проживає 86 осіб.

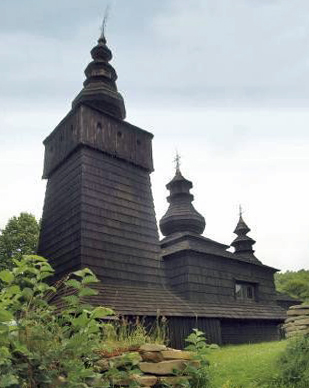
Греко-католицька церква св. Параскеви з 1773

Національний склад населення (за даними останнього перепису населення — 2001 року):
- словаки — 95,40 %
- чехи — 3,45 %
- угорці — 1,15 %

Склад населення за приналежністю до релігії станом на 2001 рік:
- греко-католики — 85,06 %,
- римо-католики — 9,20 %,
- православні — 2,30 %,
- не вважають себе віруючими або не належать до жодної вищезгаданої церкви: 1,15  %

| Словаччина | Це незавершена стаття з географії Словаччини. Ви можете допомогти проєкту, виправивши або дописавши її. |

1. ↑  Ця сторінка має Властивість Вікіданих P910: категорія за темою сторінки із значенням "Category:Potoky", але не має назви українською мовою, яку треба додати за посиланням d:Special:SetLabelDescriptionAliases/Q9087418/uk.
Докладніше: Вікіпедія:Проєкт:Вікідані; Вікіпедія:Категоризація.
2. ↑  Hustota obyvateľstva - obce [om7014rr_obc=AREAS_SK, v_om7014rr_ukaz=Rozloha (Štvorcový meter)]. Statistical Office of the Slovak Republic. 28 березня 2024. Процитовано 8 лютого 2025.
3. ↑  Počet obyvateľov podľa pohlavia - obce (ročne) [om7101rr_obce=AREAS_SK]. Statistical Office of the Slovak Republic. 28 березня 2024. Процитовано 8 лютого 2025.
4. ↑  Останні вибори до органів місцевого врядування Словаччини відбулися 11 листопада 2018 року. Дані про голову місцевого уряду можуть бути неактуальними.
5. ↑  Potoky (okres Stropkov). ŠÚ SR: sodbtn.sk (словац.). // детальні статистичні дані
6. 1 2  Počet obyvateľov podľa pohlavia - obce (ročne) [om7101rr_obce=AREAS_SK]. Statistical Office of the Slovak Republic. 28 березня 2024. Процитовано 8 лютого 2025.